# Bushiella verruca
Bushiella verruca är en ringmaskart som först beskrevs av Fabricius 1780.  Bushiella verruca ingår i släktet Bushiella och familjen Serpulidae. Arten har ej påträffats i Sverige. Inga underarter finns listade i Catalogue of Life.